# Мистер и миссис Смит (телесериал, 2024)
«Мистер и миссис Смит»  (англ. Mr. & Mrs. Smith) — американский телесериал, созданный Франческой Слоун и Дональдом Гловером по мотивам одноимённого боевика 2005 года. Премьера сериала состоялась 2 февраля 2024 года на Prime Video. Проект был тепло встречен критиками, которые высоко оценили игру главных актёров, Гловера и Майи Эрскин, а также «химию» между их персонажами. За свои роли они были номинированы на премию «Эмми» (в общей сложности сериал получил 16 номинаций), «Золотой глобус» и также ряд других кинонаград. Продлён на второй сезон.

## Сюжет
Главные герои устраиваются в тайную организацию в качестве агентов под прикрытием. Несмотря на то, что прежде они не были знакомы, теперь они должны изображать супружескую пару используя новые имена — «Джон» и «Джейн» Смит. В начале каждой серии «молодожёны» получают новую миссию от анонимного источника, попутно проверяя на прочность свои супружеские отношения и навыки шпионажа.

## В ролях
- Дональд Гловер — Джон Смит / Майкл
- Майя Эрскин — Джейн Смит / Алана
- Александр Скарсгард — предыдущий (первый) Джон
- Эйза Гонсалес — предыдущая (первая) Джейн
- Пол Дано — Харрис Матербах
- Джон Туртурро — Эрик Шейн
- Билли Кэмпбелл — Паркер Мартин
- Шарон Хорган — Гавол Мартин
- Сара Полсон — психиатр
- Вагнер Моура — предыдущий (второй) Джон
- Паркер Поузи — предыдущая (вторая) Джейн
- Урсула Корберо — Руни
- Рон Перлман — Тоби Хеллингер
- Микейла Коул — Бев

## Список эпизодов
| № общий | № в сезоне | Название                                                                             | Режиссёр          | Автор сценария                                     | Дата премьеры  |
| ------- | ---------- | ------------------------------------------------------------------------------------ | ----------------- | -------------------------------------------------- | -------------- |
| 1       | 1          | «Первое свидание» «First Date»                                                       | Хиро Мураи        | Франческа Слоун и Дональд Гловер                   | 2 февраля 2024 |
| 2       | 2          | «Второе свидание» «Second Date»                                                      | Хиро Мураи        | Франческа Слоун                                    | 2 февраля 2024 |
| 3       | 3          | «Первый отпуск» «First Vacation»                                                     | Карина Эванс      | Ивонн Хана И                                       | 2 февраля 2024 |
| 4       | 4          | «Двойное свидание» «Double Date»                                                     | Кристиан Спренгер | Ивонн Хана И Адамма Эбо Аданне Эбо Франческа Слоун | 2 февраля 2024 |
| 5       | 5          | «Хочешь детей?» «Do You Want Kids?»                                                  | Карина Эванс      | Карла Чинг и Стивен Гловер                         | 2 февраля 2024 |
| 6       | 6          | «Терапия для супружеских пар (Голые и боязливые)» «Couples Therapy (Naked & Afraid)» | Эми Сайметц       | Франческа Слоун                                    | 2 февраля 2024 |
| 7       | 7          | «Неверность» «Infidelity»                                                            | Эми Сайметц       | Ивонн Хана И Шуйлер Паппас Франческа Слоун         | 2 февраля 2024 |
| 8       | 8          | «Разрыв» «A Breakup»                                                                 | Дональд Гловер    | Франческа Слоун и Дональд Гловер                   | 2 февраля 2024 |

## Производство
12 февраля 2021 года было объявлено о начале работы над перезапуском фильма «Мистер и миссис Смит» в формате телесериала. Шоураннером была назначена Франческа Слоан. Главные роли должны были исполнить Дональд Гловер и Фиби Уоллер-Бридж, премьера была запланирована на 2022 год. Уоллер-Бридж покинула проект в сентябре 2021 года из-за творческих разногласий с Гловером. 7 апреля 2022 года стало известно, что её место заняла Майя Эрскин.
29 июня 2022 года появилась информация, что в съёмках примут участие Микаэла Коэл, Джон Туртурро и Пол Дано. 22 сентября 2022 года к актерскому составу присоединились Паркер Поузи и Вагнер Моура.
Помимо Гловера и Слоан, исполнительными продюсерами сериала выступили Ярив Милчан, Арнон Милчан, Майкл Шефер, Стивен Гловер, Энтони Катагас, Хиро Мураи, Нейт Маттесон и Дженни Робинс . Съемки начались летом 2022 года.
14 мая 2024 года сериал был продлён на второй сезон. 6 декабря 2024 года было объявлено, что одну из главных ролей исполнит российский актёр Марк Эйдельштейн.

## Отзывы критиков
Сериал был высоко оценён кинокритиками, его рейтинг на сайте Rotten Tomatoes составляет 91 % со средней оценкой 7,6/10 на основе 120 обзоров. Консенсус критиков гласит: «Базируясь на одноимённом исходном материале, сериал „Мистер и миссис Смит“ превращает шпионские интриги в драму взаимоотношений, подпитываемую химией между очаровательными главными героями». Оценка проекта на сайте Metacritic составляет 76 баллов из 100 на основе 36 рецензий, что приравнивается к «приемущественно положительному» статусу. 9 февраля 2024 года было объявлено, что сериал стал одним из пяти лучших дебютных сериалов Prime Video по масштабам общей аудитории в Соединённых Штатах, за всю историю сервиса.